# Torneo de la Liga Deportiva Paranaense 2012
El Campeonato de la Liga Deportiva Paranaense 2012 de fútbol de la última categoría del fútbol paraguayo, es la 47.ª edición del torneo de la Liga Deportiva Paranaense, a su vez perteneciente a la Unión del Fútbol del Interior. En esta competencia el campeón y el subcampeón tendrán un cupo para disputar el clasificatorio de la Primera División B Nacional.

## Formato de la competición y equipos participantes
En la actual edición el campeonato será disputado por 13 equipos, uno menos que la edición anterior, ya que Los Cedrales fue desafiliado por no contar con plantel para las divisiones inferiores. Los participantes serán divididos en dos grupos en donde los cuatro mejores posicionados de ambos avanzarán a cuartos de final. El torneo también tendrá un nuevo sistema, ya que habrá desempates desde el tiro por penales; a los ganadores en tiempo normal se le atribuyen 3 puntos, en empates y posterior ganador y perdedor en tanda de penales, 2 y 1 punto respectivamente.
| Grupo A             | Grupo B         |
| ------------------- | --------------- |
| R.I. 3 Corrales     | 13 de Junio     |
| Atlético Stroessner | Área 1          |
| Tupí Guaraní        | Primero de Mayo |
| Minga Guazú         | Nanawa          |
| Libertad            | Boquerón        |
| Acosta Ñu           | Ciudad Nueva    |
| Sol del Este        |                 |

## Clasificación por grupos

### Grupo A
| Pos | Equipo              | Pts | PJ | G | E | P | GF | GC | DIF |
| --- | ------------------- | --- | -- | - | - | - | -- | -- | --- |
| 1º  | R.I. 3 Corrales     | 21  | 8  | 6 | 2 | 0 | 14 | 5  | 9   |
| 2º  | Minga Guazú         | 20  | 9  | 4 | 5 | 0 | 13 | 6  | 7   |
| 3º  | Atlético Stroessner | 15  | 8  | 4 | 2 | 2 | 16 | 12 | 4   |
| 4º  | Libertad            | 11  | 7  | 3 | 2 | 2 | 17 | 11 | 6   |
| 5º  | Tupí Guaraní        | 9   | 9  | 2 | 2 | 5 | 11 | 20 | -9  |
| 6º  | Acosta Ñu           | 8   | 9  | 2 | 2 | 5 | 11 | 18 | -7  |
| 7º  | Sol del Este        | 6   | 9  | 0 | 3 | 6 | 9  | 17 | -8  |

### Grupo B
| Pos | Equipo          | Pts | PJ | G | E | P | GF | GC | DIF |
| --- | --------------- | --- | -- | - | - | - | -- | -- | --- |
| 1º  | Primero de Mayo | 16  | 8  | 4 | 3 | 1 | 15 | 7  | 8   |
| 2º  | 13 de Junio     | 15  | 7  | 4 | 2 | 1 | 10 | 3  | 7   |
| 3º  | Boquerón        | 10  | 7  | 3 | 1 | 3 | 5  | 7  | -2  |
| 4º  | Nanawa          | 10  | 7  | 2 | 2 | 3 | 12 | 14 | -2  |
| 5º  | Ciudad Nueva    | 9   | 7  | 2 | 2 | 3 | 9  | 12 | -3  |
| 6º  | Área 1          | 2   | 7  | 0 | 2 | 5 | 6  | 15 | -9  |

|  | En zona de clasificación a la siguiente ronda |

## Primera fase

### Fecha 1 - Primera rueda[3][4][5]
Fecha libre: Libertad
| Fecha        | Lugar             | Local           | Partido | Visitante           | Penales |
| ------------ | ----------------- | --------------- | ------- | ------------------- | ------- |
| 26 de Agosto | Ciudad del Este   | R.I. 3 Corrales | 1:1     | Atlético Stroessner | 4:3     |
| 26 de Agosto | Ciudad del Este   | 13 de Junio     | 3:0     | Ciudad Nueva        |         |
| 26 de Agosto | Presidente Franco | Área 1          | 0:1     | Boquerón            |         |
| 26 de Agosto | Ciudad del Este   | Acosta Ñu       | 0:0     | Minga Guazú         | 1:3     |
| 26 de Agosto | Ciudad del Este   | Sol del Este    | 2:2     | Tupí Guaraní        | 3:2     |
| 26 de Agosto | Presidente Franco | Nanawa          | 2:2     | Primero de Mayo     | 5:3     |

### Fecha 2 - Primera rueda[6]
Fecha libre: R.I. 3 Corrales
| Fecha           | Lugar             | Local               | Partido | Visitante       | Penales |
| --------------- | ----------------- | ------------------- | ------- | --------------- | ------- |
| 2 de septiembre | Ciudad del Este   | Ciudad Nueva        | 1:3     | Nanawa          |         |
| 2 de septiembre | Ciudad del Este   | Boquerón            | 1:1     | Primero de Mayo | 2:4     |
| 2 de Septiembre | Ciudad del Este   | 13 de Junio         | 1:1     | Área 1          | 3:4     |
| 2 de Septiembre | Presidente Franco | Atlético Stroessner | 2:1     | Sol del Este    |         |
| 2 de Septiembre | Presidente Franco | Tupí Guaraní        | 1:1     | Acosta Ñu       | 4:3     |
| 2 de Septiembre | Minga Guazú       | Minga Guazú         | 2:2     | Libertad        | 6:5     |

### Fecha 3 - Primera rueda[7]
Fecha libre: Atlético Stroessner
| Fecha           | Lugar             | Local           | Partido | Visitante    | Penales |
| --------------- | ----------------- | --------------- | ------- | ------------ | ------- |
| 8 de Septiembre | Minga Guazú       | Minga Guazú     | 1:1     | Sol del Este | 3:5     |
| 8 de Septiembre | Ciudad del Este   | R.I. 3 Corrales | 4:0     | Tupí Guaraní |         |
| 8 de Septiembre | Ciudad del Este   | Libertad        | 5:2     | Acosta Ñu    |         |
| 8 de Septiembre | Presidente Franco | Nanawa          | 0:1     | Boquerón     |         |
| 8 de Septiembre | Presidente Franco | Primero de Mayo | 0:0     | 13 de Junio  | 1:3     |
| 8 de Septiembre | Presidente Franco | Área 1          | 2:2     | Ciudad Nueva | 3:1     |

### Fecha 4 - Primera rueda[8][9]
Fecha libre: Acosta Ñu
| Fecha            | Lugar             | Local               | Partido | Visitante       | Penales |
| ---------------- | ----------------- | ------------------- | ------- | --------------- | ------- |
| 16 de Septiembre | Presidente Franco | Área 1              | 1:4     | Primero de Mayo |         |
| 16 de Septiembre | Ciudad del Este   | R.I. 3 Corrales     | 1:1     | Minga Guazú     | 3:5     |
| 16 de Septiembre | Presidente Franco | Atlético Stroessner | 2:3     | Tupí Guaraní    |         |
| 16 de Septiembre | Ciudad del Este   | Sol del Este        | 1:1     | Libertad        | 12:11   |
| 16 de Septiembre | Ciudad del Este   | Ciudad Nueva        | 2:0     | Boquerón        |         |
| 16 de Septiembre | Ciudad del Este   | 13 de Junio         | 3:1     | Nanawa          |         |

### Fecha 5 - Primera rueda[10][11][12]
Fecha libre: Tupí Guaraní
| Fecha            | Lugar             | Local           | Partido | Visitante           | Penales |
| ---------------- | ----------------- | --------------- | ------- | ------------------- | ------- |
| 22 de Septiembre | Ciudad del Este   | Libertad        | 2:3     | R.I. 3 Corrales     |         |
| 22 de Septiembre | Presidente Franco | Nanawa          | 3:2     | Área 1              |         |
| 23 de Septiembre | Minga Guazú       | Minga Guazú     | 2:2     | Atlético Stroessner | 3:5     |
| 23 de Septiembre | Ciudad del Este   | Acosta Ñu       | 3:2     | Sol del Este        |         |
| 23 de Septiembre | Presidente Franco | Primero de Mayo | 1:0     | Ciudad Nueva        |         |
| 23 de Septiembre | Ciudad del Este   | Boquerón        | 0:1     | 13 de Junio         |         |

### Fecha 6 - Primera rueda[13][14]
Fecha libre: Sol del Este
| Fecha            | Lugar             | Local               | Partido | Visitante   | Penales |
| ---------------- | ----------------- | ------------------- | ------- | ----------- | ------- |
| 30 de Septiembre | Presidente Franco | Atlético Stroessner | 3:2     | Libertad    |         |
| 30 de Septiembre | Presidente Franco | Tupí Guaraní        | 0:2     | Minga Guazú |         |
| 1 de octubre     | Ciudad del Este   | R.I. 3 Corrales     | 1:0     | Acosta Ñu   |         |

### Fecha 7 - Primera rueda[15]
Fecha libre: Minga Guazú
| Fecha        | Lugar             | Local        | Partido | Visitante           | Penales |
| ------------ | ----------------- | ------------ | ------- | ------------------- | ------- |
| 4 de octubre | Presidente Franco | Libertad     | 4:1     | Tupí Guaraní        |         |
| 4 de octubre | Ciudad del Este   | Acosta Ñu    | 2:3     | Atlético Stroessner |         |
| 4 de octubre | Ciudad del Este   | Sol del Este | 0:1     | R.I. 3 Corrales     |         |

### Fecha 1 - Segunda rueda[16]
Fecha libre: Libertad
| Fecha        | Lugar             | Local               | Partido | Visitante       | Penales |
| ------------ | ----------------- | ------------------- | ------- | --------------- | ------- |
| 7 de octubre | Presidente Franco | Atlético Stroessner | 1:2     | R.I. 3 Corrales |         |
| 7 de octubre | Ciudad del Este   | Ciudad Nueva        | 1:0     | 13 de junio     |         |
| 7 de octubre | Ciudad del Este   | Boquerón            | 2:0     | Área 1          |         |
| 7 de octubre | Minga Guazú       | Minga Guazú         | 2:0     | Acosta Ñu       |         |
| 7 de octubre | Presidente Franco | Tupí Guaraní        | 3:2     | Sol del Este    |         |
| 7 de octubre | Presidente Franco | Primero de Mayo     | 2:0     | Nanawa          |         |

### Fecha 2 - Segunda rueda[17][18][19][20]
Fecha libre: R.I. 3 Corrales
| Fecha         | Lugar             | Local           | Partido | Visitante           | Penales |
| ------------- | ----------------- | --------------- | ------- | ------------------- | ------- |
| 12 de octubre | Presidente Franco | Nanawa          | 3:3     | Ciudad Nueva        | 4:3     |
| 14 de octubre | Presidente Franco | Primero de Mayo | 3:0     | Boquerón            |         |
| 14 de octubre | Ciudad del Este   | Área 1          | 0:2     | 13 de Junio         |         |
| 17 de octubre | Ciudad del Este   | Sol del Este    | 0:2     | Atlético Stroessner |         |
| 17 de octubre | Ciudad del Este   | Acosta Ñu       | 2:1     | Tupí Guaraní        |         |
| 17 de octubre | Ciudad del Este   | Libertad        | 0:1     | Minga Guazú         |         |

### Fecha 3 - Segunda rueda[17][18]
Fecha libre: Atlético Stroessner
| Fecha         | Lugar             | Local        | Partido | Visitante       | Penales |
| ------------- | ----------------- | ------------ | ------- | --------------- | ------- |
| 14 de octubre | Ciudad del Este   | Sol del Este | 0:2     | Minga Guazú     |         |
| 14 de octubre | Presidente Franco | Tupí Guaraní | 0:1     | R.I. 3 Corrales |         |
| 14 de octubre | Ciudad del Este   | Acosta Ñu    | 1:3     | Libertad        |         |
| 28 de octubre | Ciudad del Este   | Boquerón     | 3:2     | Nanawa          |         |
| 28 de octubre | Ciudad del Este   | 13 de Junio  | 2:0     | Primero de Mayo |         |
| 28 de octubre | Ciudad del Este   | Ciudad Nueva | 2:1     | Área 1          |         |

### Fecha 4 - Segunda rueda[8][9]
Fecha libre: Acosta Ñu
| Fecha         | Lugar             | Local           | Partido | Visitante           | Penales |
| ------------- | ----------------- | --------------- | ------- | ------------------- | ------- |
| 28 de octubre | Minga Guazú       | Minga Guazú     | 0:2     | R.I. 3 Corrales     |         |
| 28 de octubre | Presidente Franco | Tupí Guaraní    | 0:0     | Atlético Stroessner | 2:4     |
| 28 de octubre | Ciudad del Este   | Libertad        | 1:2     | Sol del Este        |         |
| 31 de octubre | Ciudad del Este   | Boquerón        | 2:2     | Ciudad Nueva        | 2:4     |
| 31 de octubre | Presidente Franco | Nanawa          | 2:4     | 13 de Junio         |         |
| 31 de octubre | Presidente Franco | Primero de Mayo | 3:1     | Área 1              |         |

### Fecha 5 - Segunda rueda[21][22]
Fecha libre: Tupí Guaraní
| Fecha          | Lugar             | Local               | Partido | Visitante       | Penales |
| -------------- | ----------------- | ------------------- | ------- | --------------- | ------- |
| 24 de octubre  | Ciudad del Este   | R.I. 3 Corrales     | 2:0     | Libertad        |         |
| 24 de octubre  | Presidente Franco | Atlético Stroessner | 0:0     | Minga Guazú     | 4:2     |
| 24 de octubre  | Ciudad del Este   | Sol del Este        | 2:1     | Acosta Ñu       |         |
| 4 de noviembre | Ciudad del Este   | Ciudad Nueva        | 1:1     | Primero de Mayo | 3:4     |
| 4 de noviembre | Ciudad del Este   | 13 de Junio         | 1:1     | Boquerón        | 4:5     |
| 4 de noviembre | Presidente Franco | Área 1              | 2:2     | Nanawa          | 6:7     |

### Fecha 6 - Segunda rueda[23]
Fecha libre: Sol del Este
| Fecha         | Lugar           | Local       | Partido | Visitante           | Penales |
| ------------- | --------------- | ----------- | ------- | ------------------- | ------- |
| 31 de octubre | Ciudad del Este | Libertad    | 3:1     | Atlético Stroessner |         |
| 31 de octubre | Minga Guazú     | Minga Guazú | 5:1     | Tupí Guaraní        |         |
| 31 de octubre | Ciudad del Este | Acosta Ñu   | 0:2     | R.I. 3 Corrales     |         |

### Fecha 7 - Segunda rueda[24]
Fecha libre: Minga Guazú
| Fecha          | Lugar             | Local               | Partido | Visitante    | Penales |
| -------------- | ----------------- | ------------------- | ------- | ------------ | ------- |
| 4 de noviembre | Presidente Franco | Tupí Guaraní        | 2:1     | Libertad     |         |
| 4 de noviembre | Presidente Franco | Atlético Stroessner | 4:1     | Acosta Ñu    |         |
| 4 de noviembre | Ciudad del Este   | R.I. 3 Corrales     | 2:1     | Sol del Este |         |

## Cuartos de final

### Partidos de ida[25]
| Fecha           | Lugar             | Local           | Partido | Visitante           |
| --------------- | ----------------- | --------------- | ------- | ------------------- |
| 11 de noviembre | Ciudad del Este   | Ciudad Nueva    | 0:0     | Minga Guazú         |
| 11 de noviembre | Presidente Franco | Boquerón        | 1:0     | R.I. 3 Corrales     |
| 11 de noviembre | Ciudad del Este   | Libertad        | 0:4     | 13 de Junio         |
| 11 de noviembre | Presidente Franco | Primero de Mayo | 1:2     | Atlético Stroessner |

### Partidos de vuelta[26]
| Fecha           | Lugar             | Local               | Partido | Visitante       | Global |
| --------------- | ----------------- | ------------------- | ------- | --------------- | ------ |
| 18 de Noviembre | Minga Guazú       | Minga Guazú         | 0:0     | Ciudad Nueva    | 0:0    |
| 18 de Noviembre | Ciudad del Este   | R.I. 3 Corrales     | 3:2     | Boquerón        | 3:3    |
| 18 de Noviembre | Ciudad del Este   | 13 de Junio         | 2:1     | Libertad        | 6:1    |
| 18 de Noviembre | Presidente Franco | Atlético Stroessner | 2:2     | Primero de Mayo | 4:3    |

### Partidos de desempate[27]
| Fecha           | Lugar           | Local           | Partido | Visitante   | Global |
| --------------- | --------------- | --------------- | ------- | ----------- | ------ |
| 21 de Noviembre | Ciudad del Este | Ciudad Nueva    | 2:1     | Minga Guazú | 2:1    |
| 21 de Noviembre | Ciudad del Este | R.I. 3 Corrales | 4:1     | Boquerón    | 7:4    |

## Semifinales

### Partidos de ida[28]
| Fecha           | Lugar           | Local        | Partido | Visitante           |
| --------------- | --------------- | ------------ | ------- | ------------------- |
| 25 de Noviembre | Ciudad del Este | Ciudad Nueva | 1:2     | R.I. 3 Corrales     |
| 25 de Noviembre | Ciudad del Este | 13 de Junio  | 4:1     | Atlético Stroessner |

### Partidos de vuelta[29]
| Fecha          | Lugar             | Local               | Partido | Visitante    | Global |
| -------------- | ----------------- | ------------------- | ------- | ------------ | ------ |
| 2 de diciembre | Presidente Franco | Atlético Stroessner | 1:2     | 13 de Junio  | 2:6    |
| 2 de diciembre | Ciudad del Este   | R.I. 3 Corrales     | 3:0     | Ciudad Nueva | 5:1    |

## Finales

### Partido de ida[30]
| Fecha           | Lugar           | Local       | Partido | Visitante       |
| --------------- | --------------- | ----------- | ------- | --------------- |
| 16 de diciembre | Ciudad del Este | 13 de Junio | 1:2     | R.I. 3 Corrales |

### Partido de vuelta[31]
| Fecha           | Lugar           | Local           | Partido | Visitante   | Global |
| --------------- | --------------- | --------------- | ------- | ----------- | ------ |
| 19 de diciembre | Ciudad del Este | R.I. 3 Corrales | 2:0     | 13 de Junio | 4:1    |

## Campeón
| Bandera de Paraguay     |
| Campeón R.I. 3 Corrales |
| Tercer título           |

| Predecesor: Torneo de la Liga Deportiva Paranaense 2011 | Torneo de la Liga Deportiva Paranaense 2012 | Sucesor: Torneo de la Liga Deportiva Paranaense 2013 |